# Vimenet
Vimenet település Franciaországban, Aveyron megyében. Lakosainak száma 249 fő (2022. január 1.). Vimenet Sévérac-d'Aveyron, Palmas-d'Aveyron, Gaillac-d’Aveyron, Pierrefiche és Saint-Martin-de-Lenne községekkel határos.

## Népesség
A település népessége az elmúlt években az alábbi módon változott:
| Lakosok száma | 343  | 263  | 243  | 253  | 253  | 246  | 244  | 249  | 251  | 249  |
|               | 1968 | 1982 | 1990 | 2006 | 2013 | 2015 | 2017 | 2019 | 2020 | 2022 |